# Мулай Ел Хасан
Сиркуит Интернасионал Отомобил Мулай Ел Хасан (Circuit International Automobile Moulay El Hassan) е градска писта, разположена на улиците на Маракеш, Мароко.
Предназначена е за стартове от календара на Световния шампионат за туристически автомобили и Формула Е. Дълга е 3 км и има 14 завоя. Разположена е в близост до ботаническата градина Агдал и недалеч от кралския дворец. Кръстена е на мароканския престолонаследник. В предишната си конфигурация (между 2009 и 2015 г.) пистата е по-дълга и има три дълги прави, пресечени от шикани, овален завой в единия край и остър завой в другия.

## Победители във Формула Е
| Година | Победител       | Отбор       | Време (Об.)    | Най-бърза обиколка | Пол позишън       | Дата       |
| ------ | --------------- | ----------- | -------------- | ------------------ | ----------------- | ---------- |
| 2016   | Себастиен Буеми | Рено е.дамс | 47:40.840 (33) | Лоик Дювал         | Феликс Розенквист | 12 ноември |